# Andròmac de Tauromènion
Andròmac de Tauromènion (en llatí Andromachus, en grec antic Ἀνδρόμαχος) fou tirà de Tauromènion (llatí Tauromenium) a la meitat del segle iv aC. Va ser el pare de l'historiador Timeu.
Es diu que era el millor dels governants de Sicília del seu temps. Va ajudar Timoleó en la seva expedició contra Dionís el jove de Siracusa l'any 344 aC, segons Plutarc i Diodor de Sicília. Diodor diu també que va fundar de nou la ciutat de Tauromènion.